# David Michineau
David Benoit Michineau (Les Abymes, Guadalupe, 6 de junio de 1994) es un baloncestista francés que pertenece a la plantilla del Bursaspor Basketbol de la BSL turca. Con 1,91 metros de estatura, juega en la posición de base.

## Trayectoria deportiva

### Liga francesa
Tras jugar en categorías inferiores en el New Star de Guadalupe, llegó a Chalon-sur-Saône en 2013, donde en su primer año alternaría sus participaciones con los equipos cadete, promesas y el primer equipo del Élan Sportif Chalonnais. Ese año ganarían el Trophée du Futur, un campeonato de equipos promesas franceses.
Al año siguiente alternaría su participación con el Élan Sportif Chalonnais y una cesión al Champagne Châlons Reims Basket de la Pro B. Regresó en 2014 a su equipo, donde en tres temporadas promedió 4,2 puntos y 1,3 asistencias por partido.

### NBA
Fue elegido en la trigésimo novena posición del Draft de la NBA de 2016 por New Orleans Pelicans, pero sus derechos, junto los de la elección 40, Diamond Stone, fueron traspasados a Los Angeles Clippers a cambio de la elección 33, el maliense Cheick Diallo.

### Europa
El 22 de julio regresó a su país para firmar con el Hyères-Toulon Var Basket.
El 4 de agosto de 2023 fichó por el Bursaspor Basketbol de la Basketbol Süper Ligi turca.